# ケーディー
ケーディー(Kadee Quality Products Co.) はアメリカ合衆国のオレゴン州White Cityにある鉄道模型メーカーである。
連結器（カプラー）によって知名度は高いが、鉄道車両（模型）やアクセサリーも生産している。
この項目ではマイクロトレインズについても解説する。

## カプラー
ケーディー社は1947年にマグネマチック（Magnetic）カプラーを発売開始した。このカプラーは形態が実物の自動連結器に良く似ており、実物同様にナックルが開いて連結する事が出来る。また、カプラー下部のアームを磁力で操作する事によって解放する事が出来る。
その他に他の模型用連結器に無い特徴として、DU (Delayed Uncoupling 遅延解放) が可能である。これは、アンカプラー（解放器）上で一旦解放した後にナックルが開いたまま押す事によって突放操作が可能となる。このDUを使う事で入れ替え運転が大変やりやすくなる。形態と機能によって米国で一躍鉄道模型用カプラーのトップブランドとなった。
カプラーのラインナップはHOゲージを中心として、Gゲージ、1番ゲージ、Oゲージ、On3ゲージ、Sゲージ、HOn3ゲージに至る幅広いラインナップである。様々な車両に取り付け出来る様にカプラーポケットなど多くの種類が有る。

## 車両
古くから販売されていたのはHOゲージ森林鉄道用の貨車キットである。運材台車やログカー（運材車）、2軸のカブースなどのデティール豊かな物でもちろんケーディーカプラー付きである。その後はHOゲージで貨車の完成品も販売を始めた。

## アクセサリー
ケーディーカプラー専用アクセサリーとしては、永久磁石または電磁石を用いたアンカプラーやカプラーの高さを測るハイトゲージなどが有る。
その他台車や積荷などのパーツやレールスパイク用品など色々販売している。

## マイクロトレインズ
以前にはNゲージ用カプラーもケーディー社から販売されていたが、1990年にマイクロトレインズ(Micro-Trains)に分離した。マイクロトレインズ社ではNゲージ、Zゲージ、Nn3ゲージとカプラー以外のH0n3ゲージを扱う。
N、Z用のカプラーだけでなく車両もアメリカ型を各種完成品で販売している。HOn3とNn3は貨車のみ、N、Zは機関車も作っている。Zゲージではストラクチャーや線路も作っている。

## 日本での活動
Nゲージ向けのケーディーカプラーは1980年代には関水金属（KATO）が正規代理店となり、日本でも販売された。しかし、関水が自社でケーディーカプラーをベースに自動開放機能を省いたKATOカプラーを開発したため、そちらに移行していった。さらにケーディーの象徴ともいえるトリップピンを省略しつつもケーディーカプラー搭載車との連結に対応し、なおかつ自動開放もできるKATOナックルカプラーが開発され、関水製の日本型機関車ではこちらが標準となった。ただし、関水は2015年（平成27年）現在もマグネマティックカプラーをオプションとして販売している。
16番、HOゲージ向けのケーディーカプラーは天賞堂が代理店となり販売されている。